# Observatorio Astronómico de Temisas
El Observatorio Astronómico de Temisas es un observatorio astronómico situado en la isla de Gran Canaria (Islas Canarias), España. Se encuentra en la Montaña de Arriba, Temisas, en el municipio de Agüimes en el sureste de la isla, a una altitud de 850 metros (2788,7 pies).
El observatorio fue inaugurado en 2008 y es operado por la Fundación Canaria Observatorio de Temisas.

## Instalaciones
Las visitas al observatorio están dirigidas principalmente a un mercado educativo y turístico, y ejecuta un programa regular de eventos públicos.
El observatorio tiene un telescopio Schmidt-Cassegrain Meade LX600 ACF con un  espejo de 14 pulgadas (355,6 mm). Además, cuenta con una gama de telescopios más pequeños para visitantes, una sala de exposiciones y un centro de visitantes.